# Bandzragczijn Dzunduj
Bandzragczijn Dzunduj (mong. Банзрагчийн Зундуй, ur. 14 października 1937 w Serglen w ajmaku centralnym) – mongolski biegacz narciarski, olimpijczyk.
Na zimowych igrzyskach olimpijskich w Innsbrucku wziął udział w biegach na 15 i 30 kilometrów zajmując odpowiednio 63. i 59. pozycję.